# Medalha da Sociedade Paleontológica
A Medalha da Sociedade Paleontológica (em inglês:  Paleontological Society Medal) é o prêmio de maior significância em paleontologia, concedido pela Sociedade Paleontológica.

## Laureados
- 1963 Raymond Cecil Moore
- 1964 G. Arthur Cooper
- 1966 Alfred Romer
- 1967 Carl O. Dunbar
- 1970 Ralph W. Chaney
- 1971 Preston E. Cloud
- 1972 Katherine VanWinkle Palmer
- 1973 George Gaylord Simpson
- 1974 John W. Wells
- 1975 F. M. Carpenter
- 1976 Kenneth E. Caster
- 1977 Wendell Woodring
- 1978 James M. Schopf
- 1979 Norman D. Newell
- 1980 Everett C. Olson
- 1981 Harold S. Ladd
- 1982 Alfred R. Loeblich Jr., Helen Tappan
- 1983 Harry Whittington
- 1984 Curt Teichert
- 1985 William A. Cobban
- 1986 Heinz A. Lowenstam
- 1987 Harlan P. Banks
- 1988 Rousseau H. Flower, J. Wyatt Durham
- 1989 Thomas W. Amsden
- 1990 Daniel I. Axelrod
- 1991 Norman F. Sohl
- 1992 Malcolm C. McKenna
- 1993 Adolf Seilacher
- 1994 Walter C. Sweet
- 1995 Alfred G. Fischer
- 1996 James W. Valentine
- 1997 David M. Raup
- 1998 Allison R. Palmer (Pete Palmer)
- 1999 Arthur J. Boucot
- 2000 Jack A. Wolfe
- 2001 Alan Cheetham
- 2002 Stephen Jay Gould
- 2003 Richard K. Bambach
- 2004 Martin A. Buzas
- 2005 Andrew Knoll
- 2006 Geerat J. Vermeij
- 2007 Steven M. Stanley
- 2008 Niles Eldredge
- 2009 Jeremy Jackson
- 2010 Bruce Runnegar
- 2011 Stig Bergström[1]
- 2012 James William Schopf
- 2013 Estella Leopold
- 2014 Erle Kauffman
- 2015 Derek Briggs
- 2016 Richard Fortey[2]